# デュシー島

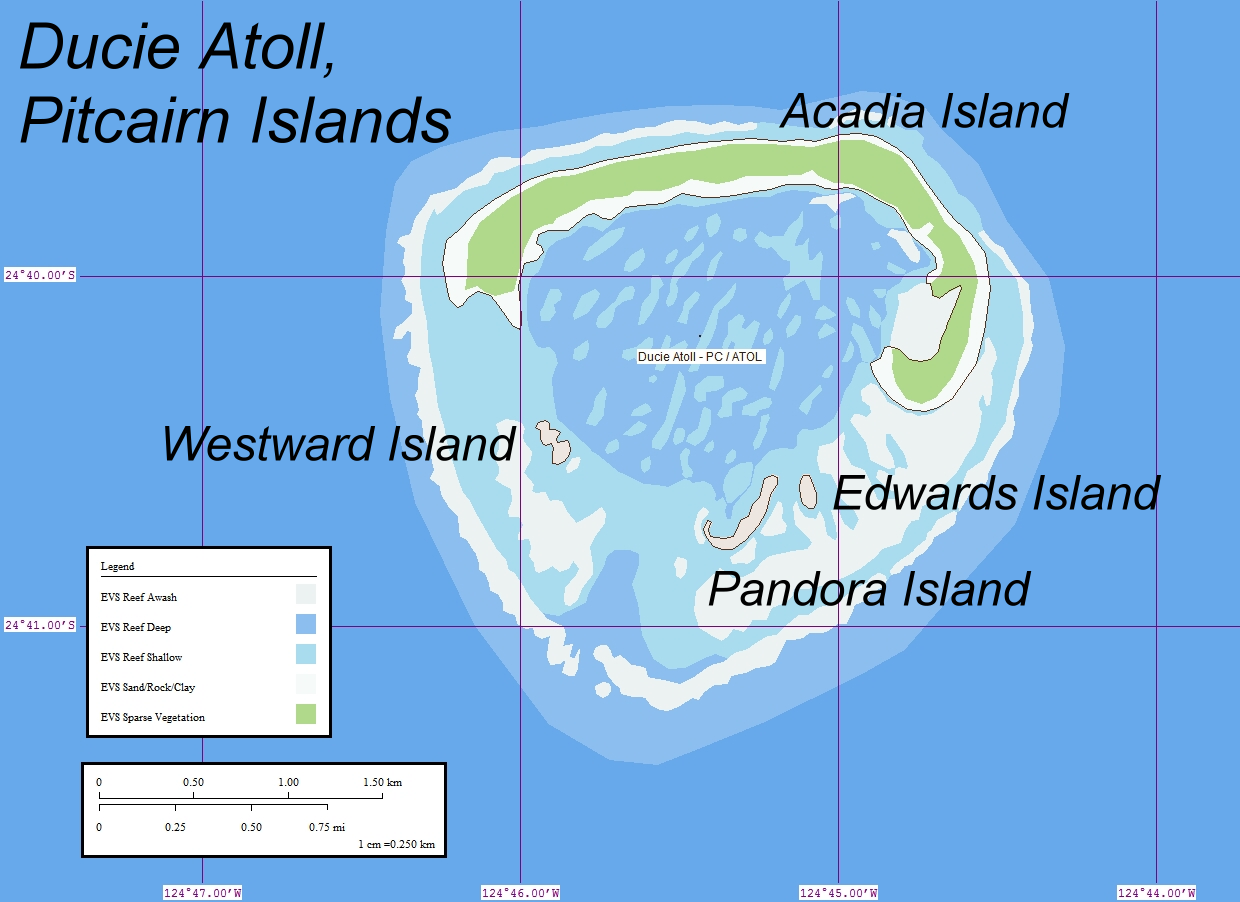
デュシー島の地図

デュシー島（デュシーとう、英語: Ducie Island）は、イギリスの海外領土であるピトケアン諸島に属する島である。面積約6.50 km2の無人のサンゴ環礁で、1902年からピトケアン島に属するイギリス領になった。ピトケアン諸島の中では一番東の方にあり、ヘンダーソン島からでも350 kmも離れたところにある。
世界の大洋で最も陸地から遠いポイント・ネモが南方約2,700 kmにある。

## 歴史
1606年、ポルトガル出身の航海士ペドロ・フェルナンデス・デ・キロスにより発見され、「沈んだ月」を意味するルナ・プエスタ島（Luna Puesta）と命名した。キロスは他にも2つの島を発見し、サン・ファン・バティスタ島（ヘンダーソン島）とラ・エンカルナシオン島（ピトケアン島）の名を命名。その後、ホセ・デ・エスピノサ提督が作成した海図にはデュシー島のことを、キロスが命名したルナ・プエスタ島ではなく、エンカルナシオン島と記されていたことから島名に混乱があった。
しばらく島の存在は忘れられていたが、1791年にパンドラ号のエドワード・エドワーズ艦長がバウンティ号の反乱者たちを捜索しているときに再発見され、イギリス海軍の貴族であるフランシス・レイノルズ＝モートンに敬意を示し、デュシー男爵の名にちなんで、デュシー島と名づけられた。
1820年、マッコウクジラの攻撃に遭い沈没したアメリカの捕鯨船エセックス号の乗組員の生存者3人を探すため、依頼を受けたイギリスの商船サリー号のトーマス・レイン船長は捜索に出向いた。デュシー島に漂着していると思われたため、デュシー島に向かい、レイン船長は島にも上陸したが、エセックス号の乗組員3人はヘンダーソン島にいた。1881年6月5日にもペルーからアメリカのサンフランシスコに戻る途中の郵便船アカディア号が島のラグーンで難破しており、生存者の乗組員はボートでピトケアン島に向かった。アカディア号の沈没船は1990年に建てられたの記念碑の沖合、水深10 mほどのところにある。
1867年にアメリカ合衆国がグアノ島法に基づいて領有を宣言していたが、1902年にイギリスが領有権を得た。1893年の太平洋協議会令により、ピトケアン島はフィジーのイギリス西太平洋領土の高等弁務官によって統治され、1903年にデュシー島は同じ手続きで併合され、西太平洋高等弁務官の権限下に置かれた。
1937年8月4日には「リアンダー」のJ・W・リバース=カルナック艦長がデュシー島に上陸し、島にイギリス国旗を挙げ、島のイギリスの主権を再確認した。また、デュシー島は水上飛行機の基地としての可能性が示されていたが、実現しなかった。
1953年、太平洋協議会令は効力を失い、フィジーのイギリス総督がピトケアン諸島の総督に任命され、ピトケアン諸島はイギリスの独立した植民地となった。
1969年、デュシー島の環礁は「科学の島」として提案された。生物相を記録するためにこの島を訪れた主な探検には、1922年のホイットニー南洋探検隊、1970年から1971年のナショナルジオグラフィック協会・海洋研究所による南東オセアニア探検隊、最近の探検には1987年のスミソニアン協会のMV Rambler Expeditionが含まれる。2012年には、ナショナルジオグラフィックのレジデントであるエンリック・サラが、デュシー島とピトケアン諸島を含む「Sharks of the Lost Island」を制作した。また、貨物船やタンカーが島や近海に残滓を投棄し、記録されていない訪問があることが知られている。